# Detox (alternativmedicin)

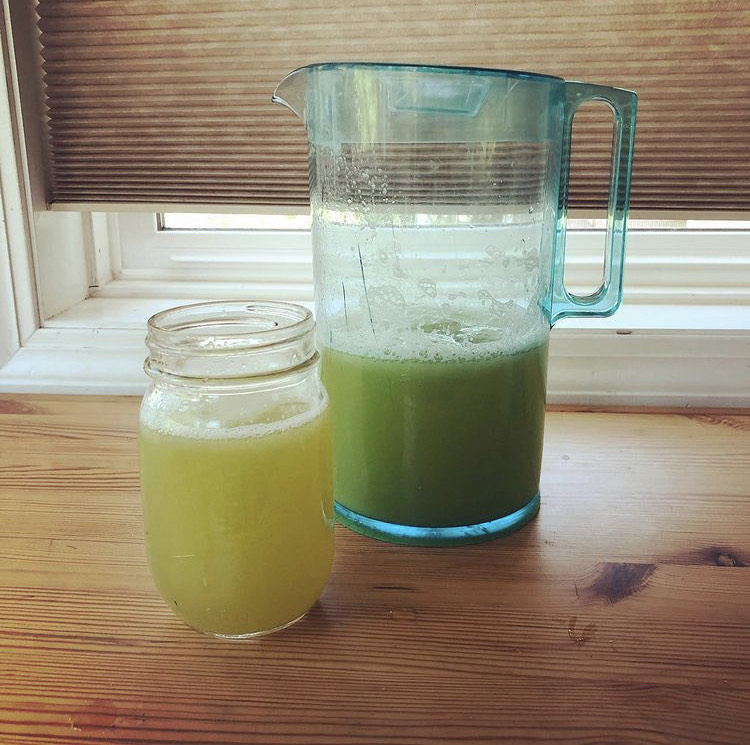
Sellerijuice. Juice är ett vanligt inslag i detox-dieter.

Detox eller avgiftning är inom alternativmedicin olika metoder som sägs rena kroppen från gifter. Den påstådda avgiftningen kan till exempel gå ut på att enbart dricka vatten eller juice, att fasta, att äta olika sorters örter eller kosttillskott, att använda laxermedel eller bada bastu. Metoderna ska inte sammanblandas med avgiftning i betydelsen avvänjning från beroendeframkallande substanser. 
Förespråkarna påstår att bekämpningsmedel och annat samlas i kroppen och att procedurerna behövs för att rensa den, men det stämmer inte. Det finns ämnen som kan lagras i kroppen och påverka oss negativt, exempelvis kvicksilver, men det kan inte avlägsnas med några detox-metoder.
Personer som börjar på en detox-kur kan gå ned i vikt eftersom de ofta innebär att man begränsar sitt intag av vanlig mat för att gå över till flytande föda eller fasta. Översiktsstudier har inte kunnat visa någon avgiftningseffekt av detox-kurer och inte heller någon varaktig viktnedgång när kuren är slut.
Detox är inte nödvändigtvis farligt och saker som att dricka mindre alkohol och äta mer frukt och grönt kan till och med ha en positiv effekt på hälsan, även om det inte beror på någon avgiftning av "slaggprodukter". Diabetiker avråds däremot från att prova olika detox-kurer. Även personer med ätstörningar eller dåliga blodvärden och gravida ska vara försiktiga.